# Straumsnes kommun
Straumsnes kommun (norska: Straumsnes kommune) var en kommun i Møre og Romsdal fylke i Norge. Kommunen omfattade den norra delen av nuvarande Tingvolls kommun (Straumsnes socken). Byn Straumsnes utgjorde kommunens centralort.

## Administrativ historik
Straumsnes kommun upprättades den 1 januari 1866 genom utbrytning ur Tingvolls kommun. Kommunen hade 1 222 invånare vid upprättandet.
Den 1 januari 1868 överfördes ett obebott område från Halsa kommun till Straumsnes kommun.
Den 1 januari 1964 gick Straumsnes kommun, tillsammans med en del av Frei kommun, åter upp i Tingvolls kommun. Kommunens hade då 1 160 invånare.